# Sostolnica v Cortoni

Sostolnica v Cortoni (italijansko Duomo di Cortona, Concattedrale di Santa Maria Assunta) je rimskokatoliška stolnica v Cortoni, Toskana, osrednja Italija, posvečena Vnebovzetju blažene device Marije. Od leta 1507 do 1986 je bila sedež škofov v Cortoni in je danes sostolnica v sedanji škofiji Arezzo-Cortona-Sansepolcro.

## Zgodovina
Cerkev je bila zgrajena nad ostanki starodavnega rimskega templja in je omenjena (kot pieve ali plebejska cerkev) v 11. stoletju. Leta 1325 je iz ozemlja škofije Arezzo nastala škofija Cortona, vendar sedanja stolnica ni bila izbrana za škofovski sedež, čeprav je bila sosednja stavba uporabljena kot škofova rezidenca.
Leta 1507 je papež Julij II. razrešil anomalijo in škofovski sedež prenesel iz mestno cerkev San Vincenzo. Kot da bi se pripravili na nov pomen, so notranjost prenovili v poznem 15. stoletju.

## Opis

### Zunanjost
Na fasadi so vidni sledovi posegov v različnih obdobjih. Najstarejši ostanki segajo v srednjeveško romansko pročelje s pilastrom s kapiteli in stebri na vogalih ter del velikega oboka; njihova lokacija priča o tem, koliko nižja je bila starodavna cerkev, dvignjena ob tlakovanju trga. Srednjeveški ostanki so tudi dolgo in ozko okno ter marmorna plošča z grbom iz 14. stoletja. Vse ostalo je fasada iz 15. stoletja.
Na desni strani je loža, ki je bila zgrajena ob koncu 16. stoletja in je vodila do napolnjenosti oken, ki so se odpirala proti jugu, močan zvonik je iz druge polovice istega stoletja.

### Notranjost
V notranjosti se zdi, da je cerkev renesančna zgradba, čeprav na renesančne poteze zdaj vplivajo poznejši posegi, ki skrivajo najbolj strog in eleganten prvotni izgled. Pravzaprav je banjast obok, ki pokriva srednjo ladjo, iz začetka 18. stoletja, ki ga je v zadnjih dveh desetletjih 19. stoletja prebarval Cortonec Gaetano Brukani; v istem obdobju so  odprli ovalna okna, malo pozneje je bil zgrajen slavolok in po sredini stoletja še tla.
Vzdolžni tloris je razdeljen na tri ladje, ki jih delijo stebri s kapiteli in z brunelleschijevim pulvinom (arhitekturni konstrukcijski element v obliki obrnjenega piramidnega debla, postavljen med kapitelom in lokom).
Notranjost je polna del, od katerih mnoga izvirajo iz uničenih ali zaprtih cortonskih cerkva. Prvo večje delo v levi ladji je Madonna della Manna, poslikana terakota iz 15. stoletja. Na oltarju Capulli je postavljeno platno z Čaščenje pastirjev Pietra Berrettinija, imenovanega Pietro da Cortona, ki ga je mogoče datirati okoli leta 1663. Verjetno je treba v Lorenzu, Berrettinijevem bratrancu, poiskati sodelavca, katerega manire najdemo predvsem v figuri Marije in malega otroka. Dalje, še vedno v levi ladji, najdemo leseno razpelo Andreje Sellarija iz 17. stoletja in platno Lorenza Berrettinija iz 17. stoletja, ki prikazuje Madono in otroka s svetniki. Na dnu ladje imamo Marijino obhajilo, platno Salvija Castelluccija.
V desni ladji sta dve sliki Raffaella Vannija, ki prikazujeta Spremenjenje in Lorenza Berrettinija Smrt San Giuseppeja. Zelo pomembna je tudi Madona del Pianto, terakotsko delo, ki ga je naslikal neznani umetnik iz 13. stoletja.
V koru, na žalost ne dostopno in ne zelo vidno med drugimi pomembnimi slikami, najdemo platno Andrea Commodija Posvečenje cerkve Santissimo Salvatore (1607), ki ga je v stolnico konec 18. stoletja prepeljal oratorij San Salvatore, za katerega je bilo narejeno. V koru je tudi miza s Spustom svetega Duha, ki jo je mogoče zapisati med leti 1528 in 1529 in pripisati Tommasu Bernabeiju, znanemu kot Papacello, ki bi, vsaj ti dve, potrebovali večjo prepoznavnost. Prikazovanje binkošti najde tukaj radovedno in izvirno ikonografijo, pri kateri so opazovalci, ki opazujejo Marijo in apostole na spodnjem nivoju iz vogala. Poleg bolj učenih citatov (Rafael in Baccio Bandinelli) se Papacello spominja na arheološko pokrajino v ozadju, ki jo ponavlja cikel, ki ga je sam uporabil na freskah v Palazzone Passerini v Cortoni.

### Zakristija
V zakristiji so ohranjena številna pričevanja predmetov čaščenja, od katerih so nekateri izjemne kakovosti. Primer je kelih, ki ga je škof Gherardi podedoval leta 1749: v reliefnem in vtisnjenem čistem zlatu je eden najpomembnejših predmetov zlatarne v 18. stoletju, verjetno rimske izdelave, kot trije od štirih relikvijskih doprsnih kipov, ki so razstavljeni samo ob redkih in pomembnih slovesnostih. Poleg zlatarskih predmetov so ohranjeni pomembni mašni plašči iz 17. in 18. stoletja, vključno s čudovito vezenim iz 17. stoletja, prav tako iz 17. stoletja še okrašen z motivom granatnega jabolka.

## Muzej
V Škofijskem muzeju je razstavljenega nekaj pohištva iz stolnice: od dela, ki ga je leta 1526 podarila družina Passerini, resnična mojstrovina renesančne tekstilne umetnosti, do dragocenega relikviarija, ki ga je Cortoncem podaril Jacopo Vagnucci leta 1458. Med slikami so v muzeju ohranjene čudovita Maestà Pietra Lorenzettija (pred letom 1320), ki se je v stolnici ohranila v prvem desetletju 20. stoletja in Marijino vnebovzetje Luca Signorellija iz leta 1519-1520 in Oznanjenje Fra Angelica.

## Slike
- Madonna del pianto, terakota, 13. st.
- Lorenzo Berrettini: Madonna, il Bambino e santi, 17. st.
- Kapela z relikvijo